# 가라데 키드 (영화)
《가라데 키드》(영어: The Next Karate Kid)는 미국에서 제작된 크리스토퍼 케인 감독의 1994년 무예 드라마 영화이다. 베스트 키드 영화 시리즈 네 번째 작품이며, 기존 세 편에서 주인공 대니얼 러루소 역을 맡았던 랠프 마치오가 등장하지 않는 시리즈 첫 영화이다. 팻 모리타, 힐러리 스왱크, 마이클 아이언사이드 등이 출연하였고, 제리 와인트라우브 등이 제작에 참여하였다.

## 줄거리
제2차 세계 대전 442 보병연대 일본계 미국인들을 기리는 알링턴 국립묘지 행사에 참석한 미야기 씨는 사망한 옛 지휘관 잭 피어스의 아내 루이자를 만나 보스턴 집에 초대받고, 잭과 루이자의 손녀 줄리를 만난다. 줄리는 부모님이 교통 사고로 동시에 세상을 뜬 이후로 분노 조절 문제를 겪고 있다.
미야기 씨는 줄리가 차에 치일 뻔 했을 때 범서기 자세를 취해 위기를 넘기는 걸 보고 줄리가 수련자라는 걸 눈치챈다. 줄리는 돌아가신 아버지에게서 공수도를 배웠다고 고백한다. 미야기에게서 훈련을 받았던 할아버지 잭이 줄리의 아버지를 가르쳤기 때문에, 줄리는 결과적으로 미야기 씨의 공수도를 전수받은 셈이다.
미야기 씨는 줄리를 절에 데려가 공수도를 가르치고, 줄리는 마음의 균형을 찾아 분노를 다스리는 법을 터득하기 시작한다.

## 출연
- 팻 모리타 - 미야기 씨 역
- 힐러리 스왱크 - 줄리 피어스 역
- 마이클 아이언사이드 - 폴 두건 대령 역
- 콘스턴스 타워스 - 루이자 피어스 역
- 크리스 콘래드 - 에릭 맥가원 역
- 소니 트리니대드 - 애벗 멍크 역
- 마이클 캐벌리에리 - 네드 랜들 역
- 월턴 고긴스 - 찰리 역
- 대니얼 이노에이 - 본인 역 (카메오 출연)
- 프랭크 웰커 - 해리스매 에인절 역 (목소리)

## 기타 제작진
- 협력 제작: 수전 이킨스
- 배역: 조이 토드
- 미술: 월터 P. 마티셔스
- 세트: 트레이시 A. 도일

## 우리말 녹음
KBS 성우진
- 안종국 - 미야기 (팻 모리타)
- 이선 - 줄리 (힐러리 스왱크)
- 김민석 - 에릭 (크리스 콘래드)
- 김규식 - 상원의원 (대니얼 이노에이)
- 이선영 - 루이자 (콘스턴스 타워스)
- 김태웅 - 윌크스 (유진 볼스)
- 김영진 - 두건 (마이클 아이언사이드)
- 한호웅 - 네드 (마이클 캐벌리에리)
- 박상훈 - 리언 (데이비스 로빈슨)
- 이주원 - 오코너 (브라이언 스마이어)
- 류다무현 - 테드 (스티븐 마크 프리드먼)
- 은미 - 여자